# (36790) 2000 SJ20
2000 SJ20 (asteroide 36790) é um asteroide da cintura principal. Possui uma excentricidade de 0.07825700 e uma inclinação de 12.56879º.
Este asteroide foi descoberto no dia 23 de setembro de 2000 por LINEAR em Socorro.